# Solomon Perel
Solomon Perel (ook Shlomo Perel of Solly Perel) (Peine, 21 april 1925 – Tel Aviv, 2 februari 2023) was een in de Weimarrepubliek geboren auteur en spreker, die later de Israëlische nationaliteit aannam. Hij werd geboren in een Duits-Joods gezin dat naar de Weimarrepubliek gevlucht was. Perel wist te ontsnappen aan de vervolging door de nazi's door zich voor te doen als een Volksduitser. Zijn levensverhaal werd verteld in de film Europa Europa uit 1990, die losjes gebaseerd is op zijn autobiografie Ich war Hitlerjunge Salomon (Ik was Hitlerjongen Salomon). Ook bracht hij bezoeken aan scholen om zijn verhaal te doen.

## Biografie
Perel werd geboren in Peine, Nedersaksen, uit Joodse ouders die vanuit Rusland naar Duitsland waren geëmigreerd. Toen de nazi's aan de macht kwamen, begon de systematische vervolging van de Joodse burgers van Duitsland. In 1935 verhuisde de familie Perel naar Łódź, Polen, waar de tante van Solomon woonde, nadat hun schoenenwinkel was geplunderd en Perel van school was gestuurd.
Nadat de Duitsers in september 1939 Polen binnenvielen, probeerden Solomon Perel en zijn broer Yitzhak te ontsnappen naar het door de Sovjets bezette deel van Polen. Solomon slaagde en werd geplaatst in een door Komsomol gerund weeshuis in Grodno, terwijl zijn broer op weg was naar Vilnius in Litouwen.
Perel vluchtte uit het weeshuis nadat de nazi's in juni 1941 de Sovjet-Unie waren binnengevallen en werd bij Grodno gevangengenomen door de 12e Pantserdivisie (Wehrmacht). Omdat hij Duits als moedertaal had, was Perel in staat zijn ontvoerders ervan te overtuigen dat hij een Volksduitser was (een etnisch Duitser die buiten Duitsland woonde) en werd hij vervolgens als Russisch - Duitse tolk opgenomen in een ontvoerderseenheid. Salomo raakte geliefd bij zijn Duitse legereenheid en vele jaren later, al in Israël, werd hij uitgenodigd voor de reünie van de 12e Pantserdivisie. De commandant van de eenheid maakte zelfs plannen om hem te adopteren, waardoor hij meer bescherming kreeg. In zijn hoedanigheid van tolk nam hij later deel aan de ondervraging van de zoon van Jozef Stalin, Yakov Dzhugashvili, die bij Liozna werd gevangengenomen. 
In tegenstelling tot de fictieve beschrijving in de film Europa Europa, had deze aflevering geen invloed op zijn carrière bij de Wehrmacht, omdat het veel later gebeurde dan zijn eigen gevangenneming. Als besneden Jood dreigde Perel voortdurend ontdekt te worden door zijn militaire eenheid, en hij probeerde bij verschillende gelegenheden terug te vluchten naar de Sovjets, telkens zonder succes. Hij toverde verschillende excuses om medische onderzoeken te vermijden die zouden hebben onthuld dat hij besneden was. Een legerdokter had seksuele belangstelling voor hem en op een avond, toen hij onder de douche was gestapt, nadat alle anderen waren vertrokken, viel de dokter hem van achteren aan en probeerde hem te verkrachten. Perel wist hem af te weren, maar toen hij zich omdraaide, zag de dokter dat hij besneden was en besefte hij dat hij een Jood was. De dokter informeerde niet over Perel, omdat dit hem zou hebben ontmaskerd als homoseksueel. Volgens Perel: "Ik kende zijn geheim en hij kende het mijne, en na dat incident zorgde hij voor me totdat hij werd vermoord."

### Verborgen identiteit
Omdat hij nog minderjarig was, kreeg Perel te horen dat hij niet bij het leger kon blijven. In plaats daarvan werd hij naar een kostschool van de Hitlerjugend in Braunschweig gestuurd, waar hij zijn Joodse identiteit bleef verbergen onder de naam Josef Perjell (veranderd in Josef Peters voor de film Europa Europa). Terwijl hij daar was, kreeg hij lessen over nazi-rassentheorie en pre-militaire voorbereidingsoefeningen. Om te verhullen dat hij besneden was, douchte hij zoveel mogelijk met andere studenten, of douchte hij met zijn gezicht naar de muur of in ondergoed. Hij had toen een vriendin die Leni Latsch heette. Ze was lid van de door de nazi's ingestelde Bond van Duitse Meisjes (BDM), dus hoewel Perel van Leni hield, durfde hij haar niet te vertellen dat hij joods was, uit angst dat ze de autoriteiten zou informeren. Later ontdekte Leni's moeder, een weduwe, dat hij joods was, maar onthulde zijn geheim niet.
Tegen het einde van de oorlog werd Perel opgeroepen voor het leger als infanterist en kreeg de opdracht om een brug te bewaken, bewapend met een draagbare antitankraketwerper. In de nacht van 20 april 1945, de vooravond van zijn 20e verjaardag, kort nadat hij was ingelijfd bij het leger, werd Perel gevangengenomen door het Amerikaanse leger, zonder dat hij naar eigen zeggen betrokken was geweest bij een gevecht. Hij werd de volgende dag vrijgelaten omdat hij een junior dienstplichtige was. Na het einde van de oorlog diende hij korte tijd als tolk voor het Rode Leger. Nadat hij terug was gereisd naar zijn geboorteplaats vond hij eindelijk zijn broer Yitzhak, die ook in staat was geweest te ontsnappen naar de Sovjet-Unie, en op dat moment getrouwd was en in München woonde (in de film overleeft Itzhak een nazi kamp en ontmoet Solomon per ongeluk na te zijn bevrijd door het Rode Leger). Perel verhuisde naar München om bij hem te zijn. Hij hoorde dat zijn vader was omgekomen van de honger in het getto van Łódź, zijn moeder was vermoord in een vergassende vrachtwagen in 1944 en zijn zus was neergeschoten tijdens een dodenmars. Evenzo vernam hij dat zijn andere broer, David, nog leefde en zich in het Mandaat Palestina bevond. Salomo besloot zich bij hem aan te sluiten en zeilde in juli 1948 naar Haifa, in de pas uitgeroepen staat Israël.
Eenmaal in Israël werd Perel ingewijd in het Israëlisch defensieleger (IDF) en vocht in de Arabisch-Israëlische Oorlog van 1948. Na zijn ontslag uit het Israëlische leger werd hij zakenman. In 1959 trouwde hij met zijn vrouw Dvora, en ze kregen twee zonen. Perel keerde pas in 1985 terug naar Duitsland, op uitnodiging van de burgemeester van Peine, om deel te nemen aan een herdenking van de verwoesting van de Peine-synagoge.
Perel overleed op 97-jarige leeftijd in Israël.

## Ik was Hitlerjongen Salomon

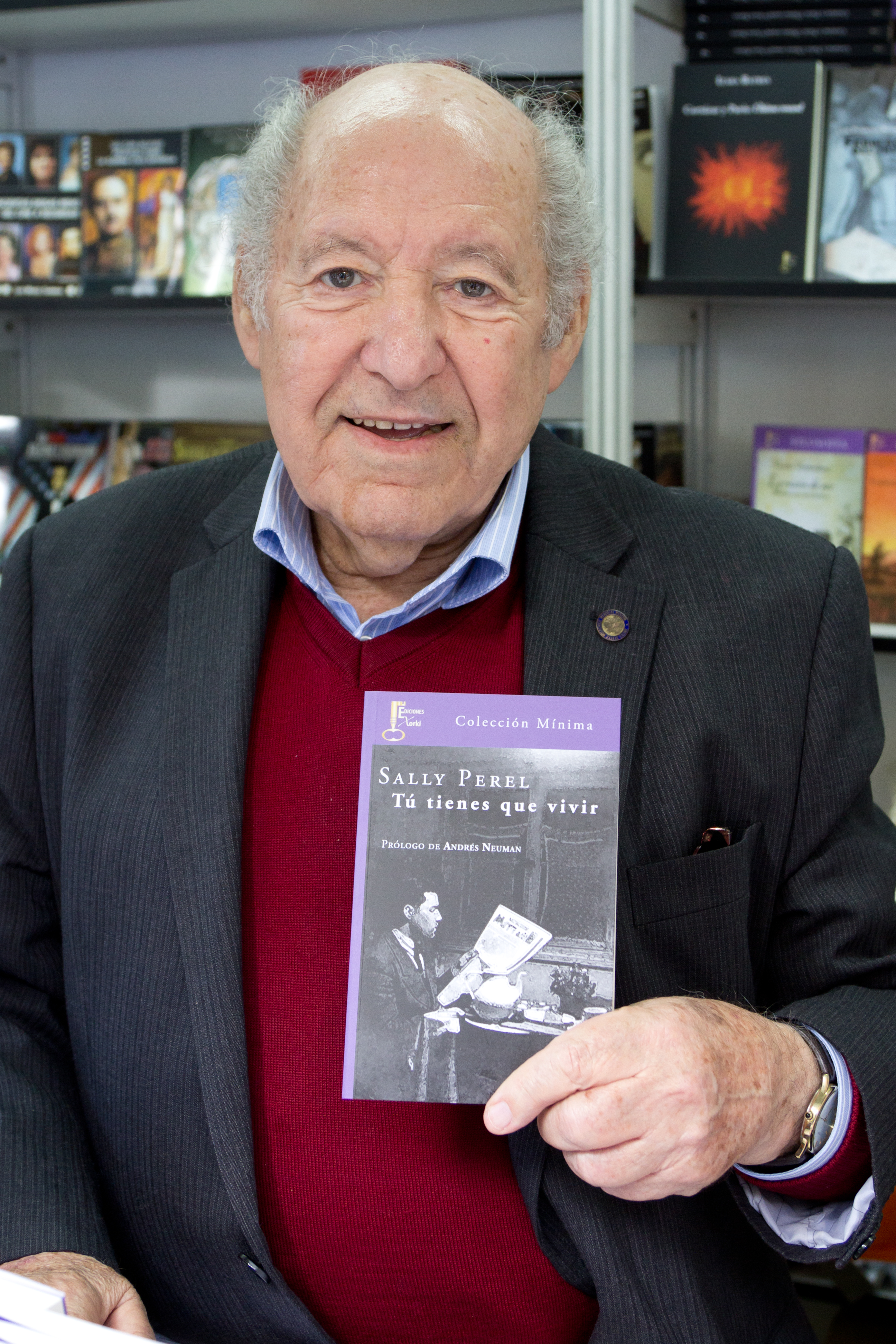
Solly Perel 2014.

Perel schreef later een boek over zijn heldendaden, getiteld Ich war Hitlerjunge Salomon. Zijn werk werd later aangepast in de film Europa Europa uit 1990, geproduceerd door CCC Film. Hij toerde vaak en gaf lezingen door heel Europa over zijn oorlogservaringen.
De Nederlandse toneelschrijver Carl Slotboom schreef op verzoek van Salomon Perel een toneelstuk gebaseerd op het verhaal van Perel, getiteld Du sollst leben (Nederlands: Je zult leven). De Nederlandse première was in 2002 in Waalwijk, regie voerde Loura Klinkhamer. Perel was hierbij aanwezig. Latere voorstellingen, wederom onder regie van Loura Klinkhamer, vonden plaats in Zevenbergen, Dongen, Waspik en 's Hertogenbosch. Op 4 mei 2005 werd Je zult leven gespeeld in het dorpshuis van Abbekerk, onder de regie van de auteur Carl Slotboom. Ook hier was Salomon Perel bij aanwezig.
Tijdens zijn bezoeken aan Nederland was Perel te zien in EenVandaag en De wandeling met Lucette Verboven.